# Leptobrachium
Leptobrachium es un género de anfibios anuros de la familia Megophryidae que se distribuye por la región indomalaya: desde la India hasta el sur de China, Indochina, Sondalandia y las Filipinas.

## Especies

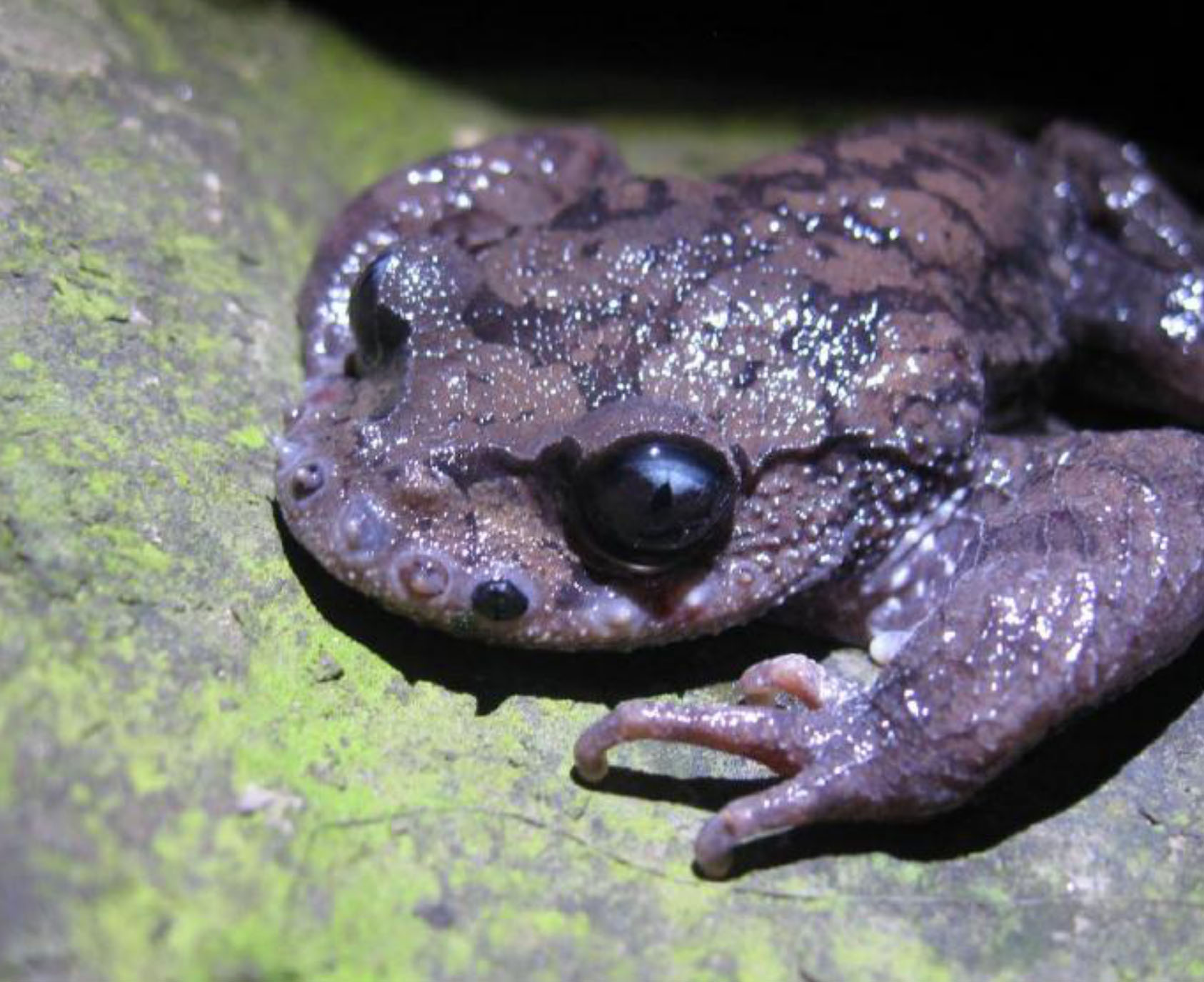
Leptobrachium boringii.

Se reconocen las siguientes 37 especies según Amphibian Species of the World:
- Leptobrachium abbotti (Cochran, 1926)
- Leptobrachium ailaonicum (Yang, Chen & Ma, 1983)
- Leptobrachium aryatium Purkayastha, Dutts, Gogoi & Sengupta, 2025[2]
- Leptobrachium banae Lathrop, Murphy, Orlov & Ho, 1998
- Leptobrachium bompu Sondhi & Ohler, 2011[3]
- Leptobrachium boringii (Liu, 1945)
- Leptobrachium buchardi Ohler, Teynié & David, 2004
- Leptobrachium chapaense (Bourret, 1937)
- Leptobrachium guangxiense Fei, Mo, Ye & Jiang, 2009
- Leptobrachium gunungense Malkmus, 1996
- Leptobrachium hainanense Ye & Fei, 1993
- Leptobrachium hasseltii Tschudi, 1838
- Leptobrachium hendricksoni Taylor, 1962
- Leptobrachium huashen Fei & Ye, 2005
- Leptobrachium ingeri Hamidy, Matsui, Nishikawa & Belabut, 2012[4]
- Leptobrachium kanowitense Hamidy, Matsui, Nishikawa & Belabut, 2012[4]
- Leptobrachium kantonishikawai Hamidy & Matsui, 2014[5]
- Leptobrachium leishanense (Liu & Hu, 1973)
- Leptobrachium leucops Stuart, Rowley, Tran, Le & Hoang, 2011[6]
- Leptobrachium liui (Pope, 1947)
- Leptobrachium lumadorum Brown, Siler, Diesmos & Alcala, 2010[7]
- Leptobrachium mangyanorum Brown, Siler, Diesmos & Alcala, 2010[7]
- Leptobrachium masatakasatoi Matsui, 2013
- Leptobrachium montanum Fischer, 1885
- Leptobrachium mouhoti Stuart, Sok & Neang, 2006
- Leptobrachium ngoclinhense (Orlov, 2005)
- Leptobrachium nigrops Berry & Hendrickson, 1963
- Leptobrachium promustache (Rao, Wilkinson & Zhang, 2006)
- Leptobrachium pullum (Smith, 1921)
- Leptobrachium rakhinensis Wogan, 2012[8]
- Leptobrachium smithi Matsui, Nabhitabhata & Panha, 1999
- Leptobrachium tagbanorum Brown, Siler, Diesmos & Alcala, 2010[7]
- Leptobrachium tenasserimense Pawangkhanant, Poyarkov, Duong, Naiduangchan & Suwannapoom, 2018[9]
- Leptobrachium tengchongense Yang, Wang & Chan, 2016
- Leptobrachium waysepuntiense Hamidy & Matsui, 2010
- Leptobrachium xanthops Stuart, Phimmachak, Seateun & Sivongxay, 2012[10]
- Leptobrachium xanthospilum Lathrop, Murphy, Orlov & Ho, 1998

## Publicación original
- Tschudi, 1838 : Classification der Batrachier, mit Berucksichtigung der fossilen Thiere dieser Abtheilung der Reptilien. p.1-100.